# Lac Cocomenhani
Lac Cocomenhani är en sjö i Kanada.   Den ligger i regionen Nord-du-Québec och provinsen Québec, i den östra delen av landet, 700 km norr om huvudstaden Ottawa. Lac Cocomenhani ligger 324 meter över havet. Arean är 54 kvadratkilometer. Den sträcker sig 21,9 kilometer i nord-sydlig riktning, och 13,9 kilometer i öst-västlig riktning.
Trakten runt Lac Cocomenhani är nära nog obefolkad, med mindre än två invånare per kvadratkilometer.